# Роудс, Дэвид
Дэвид Роудс (англ. David Rhodes; 2 мая 1956 года, Лондон, Англия) — британский гитарист, певец и композитор. Наиболее известен благодаря длительному сотрудничеству с Питером Гэбриелом, поучаствовав в записи большинства его альбомов и регулярно выступая в качестве его гастрольного музыканта. Помимо этого Роудс являлся гитаристом британской рок-группы Random Hold (с 1979—1982 годы) и выпустил два сольных альбома.

## Биография
Дэвид Роудс родился 2 мая 1956 года в Лондоне. В юности он изучал искусство в Центральном колледже искусства и дизайна имени Святого Мартина, после чего получил степень в области скульптуры в университете Голдсмитс, где стал интересоваться музыкой. Вскоре после окончания университета он начал писать свой материал и стал одним из основателей рок-группы Random Hold, в которой пел и играл на гитаре. Поворотным моментом стало знакомство Роудса с известным британским музыкантом Питером Гэбриелом, который предложил гитаристу поучаствовать в записи его третьего одноимённого альбома (также известного как Melt). После выхода этой пластинки Роудс стал основным студийным и гастрольным гитаристом Гэбриела.
В 2009 году Роудс выпустил свой первый сольный альбом Bittersweet. Записанный в жанре прогрессивный рок, альбом был продуктом долгого и сложного процесса сочинения, включающего многочисленные слоистые инструментальные партии, а также нестандартные гитарные строи. Роудс разрабатывал песни в течение нескольких лет, прежде чем записывать их. Хотя Роудс использовал широкий спектр студийного оборудования, музыкант отмечал, что во время концертных выступлений он использовал более простую аппаратуру: тюнинговую систему Gibson Robot Guitar для простого переключения между гитарными настройками и компьютерное приложение Native Instruments для создания эффектов и фоновых треков. В последующие годы он периодически организовывал небольшие гастрольные туры с басистом Чарли Джонсом и барабанщиком Гедом Линчем, в поддержку этого альбома.
В 2013 году Роудс решил вернуться в студию звукозаписи с желанием передать на новом альбоме драйв его живых выступлений вместе с Джонсом и Линчем. После предварительных репетиций они записали все инструментальные партии за пять дней. После завершения работы над вокальными треками готовый альбом был выпущен на платформе PledgeMusic. Во время нового турне компанию Роудсу составили Линч и бас-гитарист Гэз Уильямс.
Роудс является автором партитур для фильмов «Лаки и Зорба» режиссёра Энцо Д’Ало и «L’uomo perfetto» Луки Лучини. Также он выступил композитором видеоигры «Atlantis III: The New World», выпущенной в 2001 году.

## Дискография
с Питером Гэбриелом
- Peter Gabriel (III) (1980)
- Peter Gabriel (IV) (1982)
- Birdy (1985)
- So (1986)
- Passion (1989)
- Us (1992)
- OVO (2000)
- Long Walk Home: Music from the Rabbit-Proof Fence (2002)
- Up (2002)
- Scratch My Back (2010)
- New Blood (2011)

с группой Random Hold
- Etceteraville (1979)
- The View from Here (1980)
- Burn the Buildings (1982)
- Overview (2001)

с группой Vitamin Z
- Rites of Passage (1985)

Сольные альбомы
- Bittersweet (2009)
- Rhodes (2013)

Сотрудничество с другими музыкантами
- Акико Яно[англ.] — «Ai Ga Nakucha Ne» (1982)
- Акико Яно — «On the Air» (1992)
- Акира Иноуэ[англ.] и Дэвид Роудс — Head Hands & Feet (album) (1989)
- Акира Иноуэ, Питер Гэбриел, Дэвид Роудс и Акико Яно — «Snowflake» (1998)
- Акира Иноуэ — «Criteria» (2006)
- Анри — «Trouble in Paradise» (1986)
- Blancmange — Happy Families (1982), Mange Tout (1984)
- Talk Talk — The Colour of Spring (1986) — трек 3 «Life’s What You Make It», трек 5 «Living in Another World», трек 6 «Give It Up»

Саундтреки к фильмам
- Лаки и Зорба[англ.] (1998)
- L’uomo perfetto (2005)

Саундтреки к видееоиграм
- Atlantis III: The New World (2001)